# Monfort Heights (Ohio)
Monfort Heights é um lugar designado pelo censo localizado no condado de Hamilton no estado estadounidense de Ohio. No Censo de 2010 tinha uma população de 11.948 habitantes e uma densidade populacional de 780,17 pessoas por km².

## Geografia
Monfort Heights encontra-se localizado nas coordenadas 39° 10′ 56″ N, 84° 36′ 24″ O. Segundo o Departamento do Censo dos Estados Unidos, Monfort Heights tem uma superfície total de 15.31 km², da qual 15.31 km² correspondem a terra firme e (0%) 0 km² é água.

## Demografia
Segundo o censo de 2010, tinha 11.948 habitantes residindo em Monfort Heights. A densidade populacional era de 780,17 hab./km². Dos 11.948 habitantes, Monfort Heights estava composto pelo 90.07% brancos, 6.59% eram afroamericanos, 0.09% eram amerindios, 1.3% eram asiáticos, 0.02% eram insulares do Pacífico, 0.42% eram de outras raças e o 1.52% pertenciam a duas ou mais raças. Do total da população 0.89% eram hispanos ou latinos de qualquer raça.